# مطورو آبل
مطورو آبل, رابطة مطورو آبل سابقاً، اختصارها ADC, وهي شبكة مطورو شركة آبل صُممت لتوفير مصادر لمساعدة مطوري التطبيق لكتابة تطبيق للنظام الماك ونظام iOS للأجهزة، التكلفة تعادل 99 دولار في السنة لكل مطور برنامج.

## فوائد العضوية
الدعم من مهندسي شركة آبل - أعضاء برنامج التطوير مؤهلون لإستقبال المساعدات في الدعم التقني والدعم النظامي، مباشرةً وبتخصصاتهم التي يملكونها. مكتبة مطوري آبل- مكتبة مطوري البرامج لدى آبل توفر أخبار المطورين، نشرات حول التكنولوجيا، ومعلومات تقنية. وكما أنه يمنح توثيق تقني مرخص من آبل، ومدى رحب لحقيبة تطوير التطبيقات، الأدوات، وعينات الرموز. الوصول إلى البرامج التجريبية- هناك سمة أخرى بارزة من برنامج مطوري آبل وهي القدرة على الحصول على البرامج التجريبية، الإصدارات الأكثر أهمية لنظام التشغيل الخاص بآبل التجريبي، وكذلك غيرها من البرامج آبل. منتجات آبل متواجدة متى ما توفرت البنية. الدعوات لورش عمل حصرية- يستقبل مطورو آبل دعوات لجعل ورش العمل حصرية لآبل وكذلك المؤتمرات والتي تتناول أحدث التقنيات. ورش العمل تكون عمومًا لإظهار أحدث تقنيات آبل التي قام بها مهندسي أبل. حقبية تطوير التطبيق للآيفون- مطورو آبل بإمكانهم تنزيلها كي يقوموا بكتابة تطبيقات تستهدف النظام iOS. حقيبة تطوير التطبيق للآيفون متوفرة في جميع حسابات مطورو أبل والعضوية فيها مجانية. اختبار التوافق- برنامج مطوري آبل يوفر اختبار التوافق للتطبيقات الجديدة. مراكز اختبار التوافق توجد في كوبرتينو، وكاليفورنيا، وطوكيو، واليابان، وبكين، والصين. في حرم كوبرتينو وحدها، هناك ثلاثة مختبرات منفصلة والتي تملك مئات من تشكيلات ماك بشكل جماعي، مع العديد من ملحقات أجهزة الطرف الثالث المختلفة. قائمة في متجر التطبيقات- أعضاء برنامج مطوري آبل قادرون على تقديم طلباتهم إلى ماك أو متجر آى أو إس للتطبيقات، حيث يمكنهم نشر تطبيقاتهم إما مجانًا، أو بيع منتجاتهم للمستخدمين النهائيين.

## برامج مطوري آبل
مطورو آبل يقدمون تطبيقات مجانية ومدفوعة. التطبيقات المجانية تشمل حساب مطوّر لآبل، ومطور لتطبيق سفاري لتصفح الإنترنت بينما المدفوعة فتشمل مطور نظام iOS, ومطور نظام الماك. العضوية المدفوعة لمدة سنة واحدة، تكون قابلة للتجديد وبنفس السعر كما تم شراؤها من الأساس. الإصدارت البديلة لهذه البرامج تستهدف الجامعات والمؤسسات وتكون متوفرة أيضًا.
برنامج مطوري سفاري - برنامج مطوري سفاري مجاني، ومتاح للأعضاء لتطوير ملحقات متصفح شبكة الإنترنت من آبل سفاري. مطور نظام الماك- وهو يستبدل عضو رابطة مطورو آبل، يختار أفضل البرامج، ويكلف 99 دولار بالسنة. أما مطور نظام iOS يمّد آبل بموارد المطور والتي ترتكز على تطوير iOS ويكلف 99 دولا بالسنة.

## ثغرات البرامج
لقد تم تسريب أسرار عديدة لتطبيق آبل من خلال برنامج ماقبل الإصدار وكان أكثرها نظام الماك OS X 10.4 .rn تسريب الفهد، حيث رفعت آبل دعوى قضائية على ثلاثة رجال على الأرجح قاموا بتسريب OS X 10.4 عن طريق التورنت.
OS X Lion تسرب عدة مرات كذلك. ولمحاربة هذه القضية قامت آبل بتثبيت منبه في النظام في قوائم المراجعة، ينبههم إذا كانت المراجعة قد تم رفعها إلى موقع التورنت.